# Saison 9 de L'amour est dans le pré
La neuvième saison de L'amour est dans le pré, est une émission de télévision française de téléréalité, diffusée chaque semaine sur M6 du lundi 9 juin 2014 au lundi 15 septembre 2014. Elle est présentée par Karine Le Marchand.
Les portraits des 14 agriculteurs participants à cette saison ont été diffusés les 6 et 13 janvier 2014. 

## Production et organisation

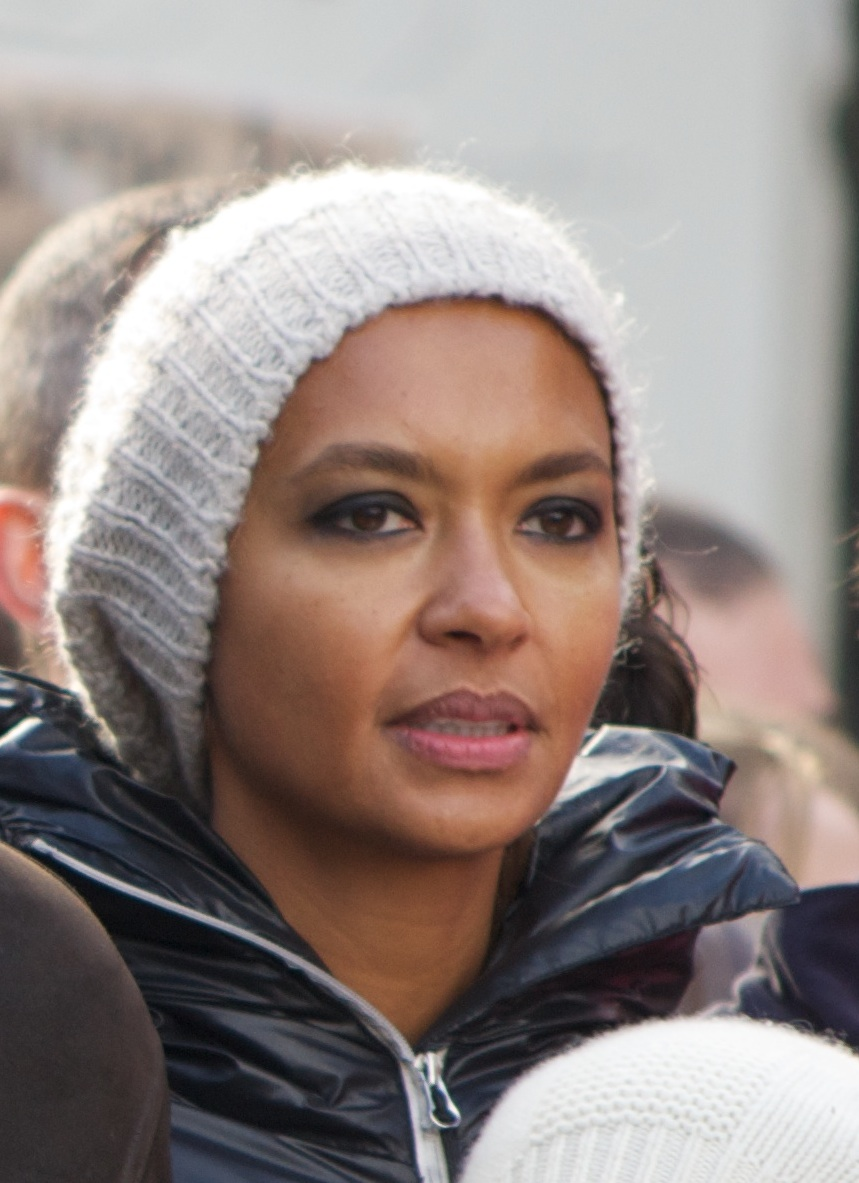
Karine Le Marchand présente l'émission.

Karine Le Marchand, présentatrice depuis la cinquième saison, l'est à nouveau pour cette édition.
La société de production Fremantle, produit une fois de plus cette saison.

## Participants
Ci-après, la liste des 14 participants de cette saison, :
| Participants | Participants | Profession                        | Âge    | Localisation               | Intéressé par |
| ------------ | ------------ | --------------------------------- | ------ | -------------------------- | ------------- |
| ♂            | Bertrand     | Céréalier                         | 32 ans | Centre                     | Femmes        |
| ♀            | Caroline     | Éleveuse de poneys                | 40 ans | Midi-Pyrénées              | Hommes        |
| ♂            | Christophe   | Éleveur de vaches et de volailles | 44 ans | Pays de la Loire           | Femmes        |
| ♂            | Christophe   | Éleveur de vaches                 | 36 ans | Auvergne                   | Femmes        |
| ♀            | Chrystèle    | Éleveuse de chiens                | 41 ans | Poitou-Charentes           | Hommes        |
| ♂            | Denis        | Éleveur de chevaux                | 47 ans | Limousin                   | Femmes        |
| ♀            | Émeline      | Cunicultrice                      | 31 ans | Midi-Pyrénées              | Hommes        |
| ♂            | François     | Éleveur de vaches et de chevaux   | 51 ans | Franche-Comté              | Femmes        |
| ♂            | Gilles       | Céréalier                         | 52 ans | Midi-Pyrénées              | Femmes        |
| ♂            | Marc         | Éleveur de vaches et céréalier    | 29 ans | Aquitaine                  | Femmes        |
| ♂            | Nicolas      | Céréalier                         | 35 ans | Lorraine                   | Femmes        |
| ♂            | Thierry      | Éleveur de vaches                 | 36 ans | Provence-Alpes-Côte d'Azur | Femmes        |
| ♂            | Thierry      | Éleveur de chèvres                | 47 ans | Centre                     | Femmes        |
| ♀            | Virginie     | Viticultrice                      | 31 ans | Picardie                   | Hommes        |

## Audiences et diffusion
En France, l'émission est diffusée les lundis : 6 et 13 janvier 2014 pour les portraits, et du 9 juin au 15 septembre 2014 pour le reste de la saison. Un épisode dure environ 2 h 20 (publicités incluses), soit une diffusion de 21 h 0 à 23 h 20.
| Épisode | Jour et horaire de diffusion          | Nombre de téléspectateurs | Part de marché (sur les 4 ans et plus) | Classement des audiences | Réf.  |
| ------- | ------------------------------------- | ------------------------- | -------------------------------------- | ------------------------ | ----- |
| 1       | Lundi 6 janvier 2014 (21:00 - 22:50)  | 4 313 000                 | 16,5 %                                 | 3e                       | [ 5 ] |
| 2       | Lundi 13 janvier 2014 (21:00 - 22:50) | 4 088 000                 | 15,9 %                                 | 3e                       | [ 6 ] |

| Épisode            | Jour et horaire de diffusion             | Nombre de téléspectateurs | Part de marché (sur les 4 ans et plus) | Classement des audiences | Réf.   |
| ------------------ | ---------------------------------------- | ------------------------- | -------------------------------------- | ------------------------ | ------ |
| 1                  | Lundi 9 juin 2014 (21:00 - 23:20)        | 5 095 000                 | 23,5 %                                 | 1er                      | [ 7 ]  |
| 2                  | Lundi 16 juin 2014 (21:00 - 23:20)       | 5 446 000                 | 24,0 %                                 | 1er                      | [ 8 ]  |
| 3                  | Lundi 23 juin 2014 (21:00 - 23:20)       | 5 302 000                 | 23,0 %                                 | 2e                       | [ 9 ]  |
| 4                  | Lundi 30 juin 2014 (21:00 - 23:20)       | 5 292 000                 | 21,7 %                                 | 2e                       | [ 10 ] |
| 5                  | Lundi 7 juillet 2014 (21:00 - 23:20)     | 5 987 000                 | 25,5 %                                 | 1er                      | [ 11 ] |
| 6                  | Lundi 14 juillet 2014 (21:00 - 23:20)    | 4 743 000                 | 24,7 %                                 | 1er                      | [ 12 ] |
| 7                  | Lundi 21 juillet 2014 (21:00 - 23:20)    | 5 268 000                 | 24,3 %                                 | 2e                       | [ 13 ] |
| 8                  | Lundi 28 juillet 2014 (21:00 - 23:20)    | 5 848 000                 | 26,5 %                                 | 1er                      | [ 14 ] |
| 9                  | Lundi 4 août 2014 (21:00 - 23:20)        | 5 300 000                 | 26,2 %                                 | 1er                      | [ 15 ] |
| 10                 | Lundi 11 août 2014 (21:00 - 23:20)       | 5 335 000                 | 26,5 %                                 | 1er                      | [ 16 ] |
| 11                 | Lundi 18 août 2014 (21:00 - 23:20)       | 5 277 000                 | 26,2 %                                 | 1er                      | [ 17 ] |
| 12                 | Lundi 25 août 2014 (21:00 - 23:20)       | 5 741 000                 | 25,6 %                                 | 1er                      | [ 18 ] |
| 13                 | Lundi 1er septembre 2014 (21:00 - 23:20) | 6 076 000                 | 25,6 %                                 | 1er                      | [ 19 ] |
| 14                 | Lundi 8 septembre 2014 (21:00 - 23:20)   | 5 956 000                 | 26,8 %                                 | 1er                      | [ 20 ] |
| 15                 | Lundi 15 septembre 2014 (21:00 - 23:20)  | 5 449 000                 | 25,3 %                                 | 1er                      | [ 21 ] |
|                    |                                          |                           |                                        |                          |        |
| Bilan de la saison | Bilan de la saison                       | 5 600 000                 | 25,0 %                                 | –                        | [ 22 ] |

Légende :
- plus hauts scores d'audiences
- plus bas scores d'audiences